# Joan Saura
Joan Saura Laporta (Barcelona, 24 de abril de 1950) es un político español , presidente de honor de Esquerra Verda. Fue presidente de Iniciativa per Catalunya Verds y consejero de Interior, Relaciones Institucionales y Participación de la Generalidad de Cataluña.

## Orígenes e inicio de la vida política
Nacido en Barcelona el 24 de abril de 1950, es Ingeniero Técnico Industrial en química industrial. Fue jugador de los equipos juveniles del Fútbol Club Barcelona. Su compañera es la también dirigente de ICV Imma Mayol.
Empezó su vida laboral en la compañía eléctrica FECSA, donde en 1973 entró a militar en la sección sindical de Comisiones Obreras. En 1974 fue uno de los fundadores de la Asociación de Vecinos de La Florida en Hospitalet de Llobregat.
En 1979, en las primeras elecciones municipales democráticas después del franquismo fue elegido concejal del Ayuntamiento de Hospitalet de Llobregat por el Partido Socialista Unificado de Cataluña (PSUC), y mediante el Pacto de Progreso, ocupó el cargo de primer teniente de alcalde. También fue diputado provincial.
Entre 1983 y 1987, Saura presidió la Comisión de Transportes de la Corporación Metropolitana de Barcelona.

## Primera etapa en el Parlamento de Cataluña
En 1987 Saura participó en la creación de Iniciativa per Catalunya (IC) como federación de distintos partidos, entre ellos el PSUC.
En 1993 fue elegido vicepresidente de IC.
Entre 1988 y 1995 fue diputado por Barcelona en el Parlamento de Cataluña por Iniciativa per Catalunya.

## En el Congreso de los Diputados
En las elecciones generales de 1996 y de 2000 fue elegido diputado por Barcelona en el Congreso de los Diputados, en la segunda ocasión como cabeza de lista. Siendo diputado en Madrid vivió en primera persona la traumática ruptura entre Iniciativa per Catalunya e Izquierda Unida.
Durante su etapa en el Congreso ejerció la acusación popular en la causa contra el exdictador chileno Augusto Pinochet y también en la causa por un presunto delito de alzamiento de bienes perpetrado por los directivos y gerentes de la sociedad ERCROS. Su personación como acción popular permitió que el caso sobre las cesiones de crédito emitidas por el Banco de Santander continuara abierto, y que, por lo tanto, siguieran las investigaciones.
Sus iniciativas parlamentarias se encaminaron a defender la dignificación del salario mínimo interprofesional, a la lucha contra la siniestralidad laboral, al retorno de los documentos de la Generalidad del archivo de Salamanca, al matrimonio de las personas homosexuales, a la paridad entre hombres y mujeres, al permíso de paternidad, a la imposición de la Tasa Tobin, o la denuncia de las subvenciones a la Fundación Francisco Franco y a la política fiscal del Partido Popular.
Saura también se opuso al Plan Hidrológico Nacional, al endurecimiento del Código Penal, a la ley de la reforma del mercado de trabajo, a la LOU y la ley de calidad de la educación, a la ilegalización de Batasuna, a la gestión del caso Prestige y a la Guerra de Irak.

## Presidente de Iniciativa per Catalunya Verds
En noviembre de 2000, en el marco de la Sexta Asamblea Nacional de Iniciativa per Catalunya Verds (ICV), fue elegido presidente de la formación, liderando una etapa de renovación y de reconstrucción del partido.
En junio de 2002 Saura alcanzó un acuerdo electoral con Esquerra Unida i Alternativa (EUiA), el referente catalán de IU, cerrando la herida abierta por el distanciamiento de ambas formaciones en 1997. Este acuerdo, y la renovación y clarificación de la línea ideológica de ICV hacia el ecosocialismo llevó a la coalición ICV-EUiA a mejorar sustancialmente sus resultados electorales.
Así, Saura encabezó la lista a las elecciones al Parlamento de Cataluña de 2003 como presidenciable y la formación vio incrementado su número de votos pasando de tres a nueve diputados.
En 2004 convocó un referéndum interno para consultar a la militancia de la organización el posicionamiento que ésta tenía que tomar ante el Tratado por el que se establece una Constitución para Europa, en que salió vencedora la tesis del no.

## Consejero de la Generalidad

### Gobierno deMaragall(2003-2006)
Después del Pacto del Tinell para la formación de un gobierno catalanista y de progreso en Cataluña, subscrito por el Partit dels Socialistes de Catalunya, ERC y la propia ICV-EUiA a finales de 2003, Saura fue nombrado Consejero de Relaciones Institucionales y Participación en el gobierno de Pasqual Maragall.
Desde esta consejería Saura impulsó una campaña de participación ciudadana para la elaboración del nuevo estatuto de autonomía de Cataluña, campaña que recogió más de 80.000 aportaciones ciudadanas, y ha liderado el proceso estatutario hasta su fase final de negociación entre las fuerzas parlamentarias. Igualmente, todos los miembros del gobierno han destacado su habilidad para buscar posiciones de consenso entre las diferentes crisis sufridas por el gobierno tripartito.

### Gobierno deMontilla(2006-2010)
Después de las elecciones del 1 de noviembre de 2006, en las que la coalición ICV-EUiA incremento su número de votos y de escaños, Saura fue nombrado Consejero de Interior y Relaciones Institucionales en el nuevo gobierno de José Montilla. Saura defendió la actuación de los Mozos de Escuadra durante la manifestación ilegal convocado por la Asamblea Okupa de Barcelona por el centro de la ciudad. Ante las quejas del colectivo 'okupa' por haber sufrido golpes durante la manifestación del sábado con pequeños punzones "kubotan" que los Mozos de Escuadra llevan escondidos en la palma de la mano, Saura matizó que son "armas reglamentarias".
El 18 de marzo de 2009, grupos de estudiantes se manifestaron durante el día por las calles de Barcelona contra el proceso de Bolonia. Parece ser que los Mozos de Escuadra atacaron a los estudiantes con inusitada violencia. Arremetieron también, según han indicado algunas fuentes, contra algunos viandantes que se toparon inesperadamente con el tumulto.
No acudió a la huelga General del 29 de septiembre de 2010 porque, según él, "no le toca".

### Joan Saura como presidente de ICV desde el 2006
La gestión en el Gobierno de la Generalidad ha comportado un aumento de la crítica interna de las bases del partido, sobre todo en la gestión de la "sequía", la MAT, el 4º cinturón, la negociación de la financiación en el nuevo Estatuto de Autonomía, así como la gestión en el Departamento de Interior. En la actualidad Joan Saura es el único candidato a presidir ICV a partir de la novena Asamblea. 
| Predecesor: Rafael Ribó | Presidente de ICV 2000–2013                                                                     | Sucesor: Joan Herrera Dolors Camats (Copresidentes) |
| Predecesor: Josep María Pelegrí (Director general de Administración Local del Departamento de Gobernación y Relaciones Institucionales de la Generalidad de Cataluña ) | Consejero de Relaciones Institucionales y Participación de la Generalidad de Cataluña 2003–2006 | Sucesor: Fusión con Interior                        |
| Predecesor: Montserrat Tura | Consejero de Interior y Relaciones Institucionales de la Generalidad de Cataluña 2006-2010      | Sucesor: Felip Puig                                 |